# Томиславград (община)
Община Томиславград (босн. и хорв. Opština Tomislavgrad, серб. Општина Томиславград) — боснийская община, расположенная в юго-западной части Федерации Боснии и Герцеговины. Административным центром является город Томиславград.

## География

### Равнины
Крупнейшая равнина в общине — Дуваньская равнина, которая образовалась очень давно во время движения тектонических плит. Находится на высоте от 860 до 900 м над уровнем моря, уступая Купресской равнине (1100—1200 м) и превосходя Ливенскую равнину (709—808 м). Размеры: 20 км длина (Месиховина — Мокроногое), 12 км ширина (Бришник — Мандино-Село). Площадь составляет 125 км².

### Горы
Со всех сторон равнина окружена горами: с северо-востока и востока — горы Любуша, Вран, Смилевача и Либ, с юга — Гвозд, с юго-запада и запада — Мидена и Грабовица, с севера и северо-запада — Тушница и Еловача.

### Водные ресурсы
Единственной рекой в общине является река Шуица, протекающая близ Купреса, впадающая в Присою и далее в озеро Бушко Блато. Озеро располагается по большей части в общине Томиславград (площадь — 57,7 км²), служит источником энергии для гидроэлектростанции Орловац. Богато рыбой, пригодно для водного спорта. В общине также есть озеро Блидинье площадью 4 км² между Враном и Чрвсницей.

### Климат
Климат суровый, сильные ветра. Равнины подходят для ведения сельского хозяйства.

## Население

### Статистика
По данным переписи населения 1991 года, в общине проживали 30009 человек из 59 населённых пунктов. По оценке на 2009 год население составляет 27252 человека.

## Населённые пункты
Бальци, Блажуй, Богдашич, Борчани, Букова-Гора, Буковица, Цебара, Црвенице, Чаваров-Стан, Добричи, Доньи-Бришник, Еминово-Село, Галечич, Горня-Присика, Горни-Бришник, Грабовица, Ёшаница, Казагинац, Коло, Конгора, Корита, Ковачи, Крнин, Кук, Летка, Липа, Лисковача, Луг, Мандино-Село, Месиховина, Мияково-Поле, Мокроноге, Мркодол, Омеровичи, Омоле, Оплечани, Пасич, Подгай, Присое, Радоши, Рашчани, Рашельке, Рашко-Поле, Реничи, Рошняче, Сарайлие, Сеоница, Срчани, Стипаничи, Шуица, Томиславград, Ведашич, Виница, Войковичи, Враняче, Врило, Заличе, Залют и Зидине.